# Phare de Fjallaskagi
Le phare de Fjallaskagi  est un phare situé sur la côte nord du Dýrafjörður dans la région des Vestfirðir.